# Емпијем жучне кесе
Емпијем жучне кесе (ЕЖК) је најтежа компликација акутног холециститиса, која настаје као последица застоја у излучивању жучи изазваног опструкцијом цистичних канала. Ово стање захтева хитну хируршку интервенцију, моментално лечење антибиотицима и хитну аспирацију/уклањање жучне кесе да би се смањио ризик од септичког шока.

## Епидемиологија
Процењује се да се емпијем жучне кесе јавља у 5 до 15% случајева код којих је дијагностикован акутни холециститис. Примећено је да је то морбидније стање када се јавља у старијој старосној групи. Постоји већа заступљеност мушкараца који развијају ову болест. Пацијенти са повећаним ризиком од акутног холециститиса, као што су они са удруженим дијабетесом, терапијом имуносупресивима или хемоглобинопатијама, имају веће шансе за развој емпијема жучне кесе. Смртност је ретка, осим код пацијената поодмаклог узраста, компромитованог имунитета или значајних коморбидитета. Инциденца постоперативних компликација без обзира на хируршки приступ процењује се на 10 до 20%.

## Етиологија
Често је емпијем жучне кесе повезан са калкулозним холециститисом, где постоји зачепљен цистични канал и застој жучи. Стагнирајућа жуч у жучној кесиизазива суперинфекцију са микроорганизмима који доводе до загнојавања у акутно упаљеној жучној кеси. Због тога је лумен жучне кесе испуњен ексудативним материјалом и врло често гнојем. Ретко се емпијем жучне кесе може појавити у комбинацији са камењем у жучним каналима или карциномом жучне кесе. Емпијем се такође може јавити код калкулозног холециститиса.  

## Патофизиологија
Стагнирајућа жуч због опструкције цистичних канала у позадини болести жучног камена може се инфицирати. Тешку инфекцију изазивају патогена  Escherichia coli, Klebsiella, Streptococcus faecalis, и анаероби као што су Bacteroids и Clostridia. Формирање гноја прати ову инфекцију, чврсто испуњавајући лумен жучне кесе. У напетој и едематозној жучној кеси може доћи до некрозе зида и перфорације ако се дренажа или уклањање жучне кесе не изврши благовремено. Ако се не лечи брзо, пацијенти могу развити генерализовану сепсу или гангрену жучне кесе што доводи до перфорације жучне кесе. Ретко се фистула између жучне кесе и дванаестопалачног црева може јавити као последица неадекватно леченог емпијема жучне кесе. Нелечени случајеви развијају симптоме локализоване сепсе услед микроперфорације или генерализоване сепсе услед макроперфорације.  

## Хистопатологија
Патолошки преглед емфизематозне жучне кесе показује изражен едем и запаљење. Зид жучне кесе може бити прекривен споља фибринозним ексудатом. Постоји очигледан гној који се може видети у лумену жучне кесе, који понекад изгледа кремаст. У култури, овај гној можда неће увек расти организме ако је пацијент био на терапији антибиотицима. Микроскопски преглед слузокоже може открити улцерацију и доказе упале. Може бити повезано крварење слузокоже.

## Клиничка слика
Пацијенти са емпијемом жучне кесе имају симптоме сличне акутном холециститису. Осетљивост у десном горњем квадранту и позитиван Марфијев знак су најчешћи и доминантни симптоми. Како патологија напредује, може се открити опипљива жучна кеса која је акутно осетљива чак и при лаганој палпацији. Са погоршањем болести следи висока температура, мрзлица, укоченост и знаци системске сепсе. Пацијенти који су на имуносупресивима или пате од удруженог дијабетеса могу имати дужи ток са неколико повезаних типичних знакова и симптома као што је горе описано. 
Ако је дошло до перфорације жучне кесе, пацијент може имати тахикардију, грозницу, генерализовану сепсу, језу и осетљивост у десном горњем квадранту. У тешким случајевима може бити могућа палпација проширене жучне кесе.

## Дијагноза
Код пацијената са почетним стадијумом емпијема, симптоми, физички знаци и испитивања могу бити неупадљиви за разликовање од акутног холециститиса. Често пацијент има повећан број белих крвних зрнаца што указује на основни инфективни узрок. Такође треба урадити тестове функције јетре и бубрега, профил коагулације и комплетану крвну слику.
Ултразвук је најчешће коришћена радиолошка претрага код болести жучне кесе. Није дијагностички, али може изазвати сумњу на емпием када постоји веома едематозна жучна кеса, или постоји ехоген садржај у жучној кеси повезан са жучним камењем.
Компјутерска томографија може бити од помоћи када ултрасонограм не доприноси. Она може открити увећану или проширену жучну кесу са едематозним зидовима и, повремено, перихолецистичну колекцију. 
Када је дијагноза тежа, магнетна резонантна томографија  може бити од помоћи. Секвенција са великом Т2 тежином на МРИ може помоћи у разликовању гноја од муља. МРИ такође може показати ниво течности са слојевима гнојне жучи.
Повећана бела крвна слика са померањем улево код пацијената са акутним холециститисом указује на негативне промене. Друга релевантна испитивања су нивои ензима јетре и ПТ (протромбинско време) и аПТТ (активирано парцијално тромбопластинско време). 
Како сами радиолошки налази могу бити недовољни за тачну дијагнозу емпијема жучне кесе, примењује се комбинација клиничких, радиолошких и лабораторијских, која је кључна за постављање тачне коначне дијагнозе емпијема жучне кесе.

## Диференцијална дијагноза
- холециститис,

- камен у жучној кеси,

- жучне колике.

## Терапија
Хитна парентерална антибиотска терапија са хитним уклањањем или дренажом жучне кесе треба да буде циљ да се спречи повећан морбидитет и ретка могућност морталитета. Антибиотик широког спектра, хидратацију и оптимизацију пацијента за операцију треба урадити што пре.
Иако је конвенционална пракса извођење отворене холецистектомије, могуће је постићи лапароскопско уклањање жучне кесе од стране искусних хирурга. Хирурзи који предузимају лапароскопски приступ треба да имају низак праг за прелазак на отворену процедуру када наиђу на техничке потешкоће. Стопа конверзије са лапароскопске на отворену холецистектомију већа је код емпијема жучне кесе него код некомпликованог акутног холециститиса. Већа стопа конверзије се приписује смањеној визуализацији или изобличењу анатомских структура у Калотовом троуглу и повећаном крварењу због упаљеног крхког ткива.
Почетна декомпресија проширене жучне кесе, било под радиолошким надзором или интраоперативно лапароскопски вођена, олакшава једноставнију дисекцију жучне кесе. Стопе постоперативних компликација, без обзира на приступ, било лапароскопски или отворени, су веће него код холециститиса због болести жучног камена. Све су пријављене постоперативне компликације, укључујући инфекцију ране, крварење, цурење патрљка из цистичног канала и повреду заједничког жучног канала, субхепатични апсцес. Субтотална холецистектомија се ретко ради када хирург наиђе на перихолецистичну инфламацију која онемогућава безбедну дисекцију Калотовог троугла. Код старијих пацијената или оних који су превише болесни да би били подвргнути операцији због удруженог коморбидитета, перкутана или трансхепатична радиолошки вођена дренажа је привремена процедура. Ова почетна процедура дренаже често доводи до драматичног побољшања стања пацијента, што онда дозвољава елективну холецистектомију када се стање пацијента побољша.
Терапија антибиотицима се обично наставља док се температура не смири.

## Прогноза
Ако се емпијем жучне кесе лечи благовремено, резултати су добри. Међутим, особе у поодмаклим годинама, они који су имунокомпромитовани или оне са дијабетесом, обично имају лошије исходе у поређењу са здравим људима.
Стопе конверзије са лапароскопске на отворену холецистектомију су много веће у присуству емпијема. 
Постоперативне компликације се јављају код више од 2 до 20% пацијената и укључују:
- инфекције рана,
- повреду жучних канала,
- субхепатични апсцес,
- цурење из цистичног патрљка,
- бубрежну инсуфицијенцију,
- акутни респираторни дистрес синдром,
- сепсу.